# Pripravnik (reality show)
Pripravnik (engleski: The Apprentice) američka je televizijska igra u kojoj se mladi poduzetnici natječu za osvajanje radnoga mjesta. Od 2004. godine prikazuje se na programu televizijskog kanala NBC. Njezin tvorac je engleski filmski umjetnik Mark Burnett, a najpoznatiji i najdugovjećniji voditelj američki poduzetnik i političar Donald Trump. U natjecanju se 16 do 18 kandidata kroz brojne razgovore za posao i izazove bori za osvajanje jednogodišnjeg ugovora o zaposlenju u nekom od Trumpovih poduzeća vrijednog 250.000 američkih dolara. 
Natjecatelji su podijeljeni u dvije skupine ("poduzeća"), u kojoj se nasumičnim odabirom odabere voditelj projekta. Svaka skupina mora odraditi određene zadatke poput prodaje zadanih proizvoda, oglašavanja, određivanja cijene, podjele zarade, podjele rada, vođenja tvrtke i slično. Na temelju mjerenja, podataka o prodaji i utjecanju na potrošače, dobiti i mišljenjima kupaca određuje se pobjednička ekipa. Članovi pobjedničke skupine odlaze u drugi krug, dok se članovi gubitničke skupine moraju odazvati okruglom stolu kod Donalda Trumpa koji ispituje i istražuje tko je od članova u ekipi najviše podbacio ili tko nije dovoljno dobro izvršio svoj zadatak. Svaka epizoda završava ispadanjem jednog od natjecatelja iz gubitničke skupine kojem Trump kaže: Otpušteni ste!
Od 2008. godine, prikazano je sedam sezona u kojima su se umjesto natjecatelja borile poznate osobe iz javnoga života koje su se natjecale za novčanu nagradu, koju pobjednik dodjeljuje u dobrotvorne svrhe.
Zbog velike gledanosti i uspjeha, Pripravnik je doživio brojna međunarodna izdanja, od kojih su najgledanija ona u Indiji, Australiji, Ujedinjenom Kraljevstvu, Rusiji, Brazilu i Turskoj. U Hrvatskoj se prikazivala na programu Nove TV pod nazivom Pripravnik.

## Vanjske poveznice
- Službene stranice (engl.)
- Pripravnik  Arhivirana inačica izvorne stranice od 17. veljače 2016. (Wayback Machine) na TV.com (engl.)